# 和泉ケーブルネットワーク
和泉ケーブルネットワーク（いずみケーブルネットワーク）は、福井県大野市による公設公営のケーブルテレビおよびインターネットサービスプロバイダ（ISP）事業である。

## 概要
局設備を市東部の和泉地区（旧:和泉村）に置き同地区のみをサービス対象としているが、地区内世帯数が300前後と非常に少なく、設置端子数500以上の際に必要となる有線テレビジョン放送施設設置許可（2011年の有線テレビジョン放送法の放送法への統合後は有線一般放送事業登録）を要しない、いわゆる届出施設となっている。
福井県にあるケーブルテレビ局でアナログ放送時代に福井県内で唯一、中京広域圏民放局の区域外再送信を行っていた。これは同市の東隣にある岐阜県郡上市からのアナログテレビ中継波（郡上中継局）を受信したものである。一方、NHK福井放送局と民放の福井放送、福井テレビは地形の関係から近くにある大野中継局ではなく福井市足羽山にある基幹送信所からのアナログ放送波を受信（受信点はともに上大納区）し、ケーブルを通じて本局である和泉支所へ伝送している。一方デジタル放送では既存のアナログ放送受信点では十分な電界強度が得られないため、大野中継局の電波を市内にある大野市役所に設置されているUHF受信アンテナで直接受信し、光ケーブルを通じて本局である和泉支所へ伝送している。
自主放送以外はNHK及び無料の民放のみの再送信であること、契約プランが台数に関わらず戸毎の一律料金であることから、アナログTVチャンネル（BSデジタル放送のアナログ再送信を含む）に関しては暗号化処理を行っておらず、その受信にホームターミナル等の専用機器を要しないことも特徴。
また，和泉地区内での「定時放送」は屋外のスピーカーからも吹鳴し，
・6時「マンドリン協奏曲アレグロ」
・12時「ハイドンのセレナーデ」
・18時「赤とんぼ」
屋内にスピーカーがあるかどうかは不明だが，この回線を利用したもので通信されている。

## 沿革
- 2005年3月1日 和泉村総合情報通信施設 和泉ケーブルネットワークとして開局。
- 2005年11月7日 和泉村が大野市へ編入、同市が事業を引き継ぐ。
- 2009年10月1日 地上デジタル放送の再送信を開始（福井県内の放送局のみ）。
- 2011年7月24日 地上アナログ放送終了、同時に中京広域圏民放局の区域外再送信も終了。

## サービスエリア
- 福井県大野市東部（旧:大野郡和泉村）

## 主な放送チャンネル

### 地上波系列別再送信局
- クロスネット局のサブネットは含まない。

| NHK-G       | NHK-E       | NNS      | FNS        | ANN | JNN | TXN |
| ----------- | ----------- | -------- | ---------- | --- | --- | --- |
| NHK福井総合 | NHK福井教育 | 福井放送 | 福井テレビ |     |     |     |

### テレビ局
| デジタル           | 放送局      |
| ------------------ | ----------- |
| D01（D011 - 012）  | NHK福井総合 |
| D02（D021 - 023）  | NHK福井教育 |
| D07（D071 - 072）  | 福井放送    |
| D08（D081 - 082）  | 福井テレビ  |
| D09 (D091ｰ092)     | 自主放送    |
| C35（BS101 - 102） | NHK BS      |
| C37（BS141 - 143） | BS日テレ    |
| C38（BS151 - 153） | BS朝日      |
| C39（BS161 - 163） | BS-TBS      |
| C40（BS171 - 173） | BSテレ東    |
| C41（BS181 - 183） | BSフジ      |

- 中京テレビ放送（CTV）、東海テレビ放送（THK）、岐阜放送（GBS）は再送信していない。前者二者は系列局があるためであるが、岐阜放送は独立UHF局であり、テレビ東京の番組を中心に放送しているので番組があまり重複していない。
- BSデジタル放送チャンネルのデジタル受信にはセットトップボックス（STB）の購入が必要。
- BSの有料放送（WOWOW、スター・チャンネル）、CS放送（110度CSを含む）のサービスの予定はないためこれらの放送を視聴する場合は専用のパラボラアンテナとデジタルチューナー内蔵テレビまたは外付けのデジタルチューナーが必要。
- 地上デジタルテレビジョン放送の再送信は福井県内の放送局のみとなり、中京広域圏局は中部日本放送（CBC）、メ～テレを含めて民放連が地上デジタル放送の区域外再放送を認めないという方針があるため行われない。したがってデジタルTVで中京広域圏局を視聴したい場合は超高性能アンテナによる直接受信をしなければならなくなっている。しかし、北陸地方で北陸朝日放送（HAB）が富山県と福井県で、北陸放送（MRO）も福井県でそれぞれデジタルによる再送信を認めていることから、同意が得られれば両局の再送信が認められる可能性がある。これが実現するとJNN・ANN系列局が見られなくなる事態は避けられたはずだが、実現しなかった。そのため、アナログ放送終了と同時にJNN・ANN系列局の再送信も終了した。なお、福井県で地上デジタル放送の区域外再放送の行わないケーブルテレビ局は当局のみである。

## 音声告知放送
- 定時放送 週2回
- 臨時放送 災害および行事変更等の情報告知

## インターネット事業
- 下り最高7Mbps、上り最高5Mbps
- ユーザーWebスペースや電子メール等はNTTビジネスソリューションズのISP事業者向けサービスを二次的に提供する形を取っている。